# Lincoln Zephyr (1936)
Lincoln Zephyr – samochód osobowy klasy luksusowej produkowany pod amerykańską marką Lincoln w latach 1936–1942. 

## Historia i opis modelu

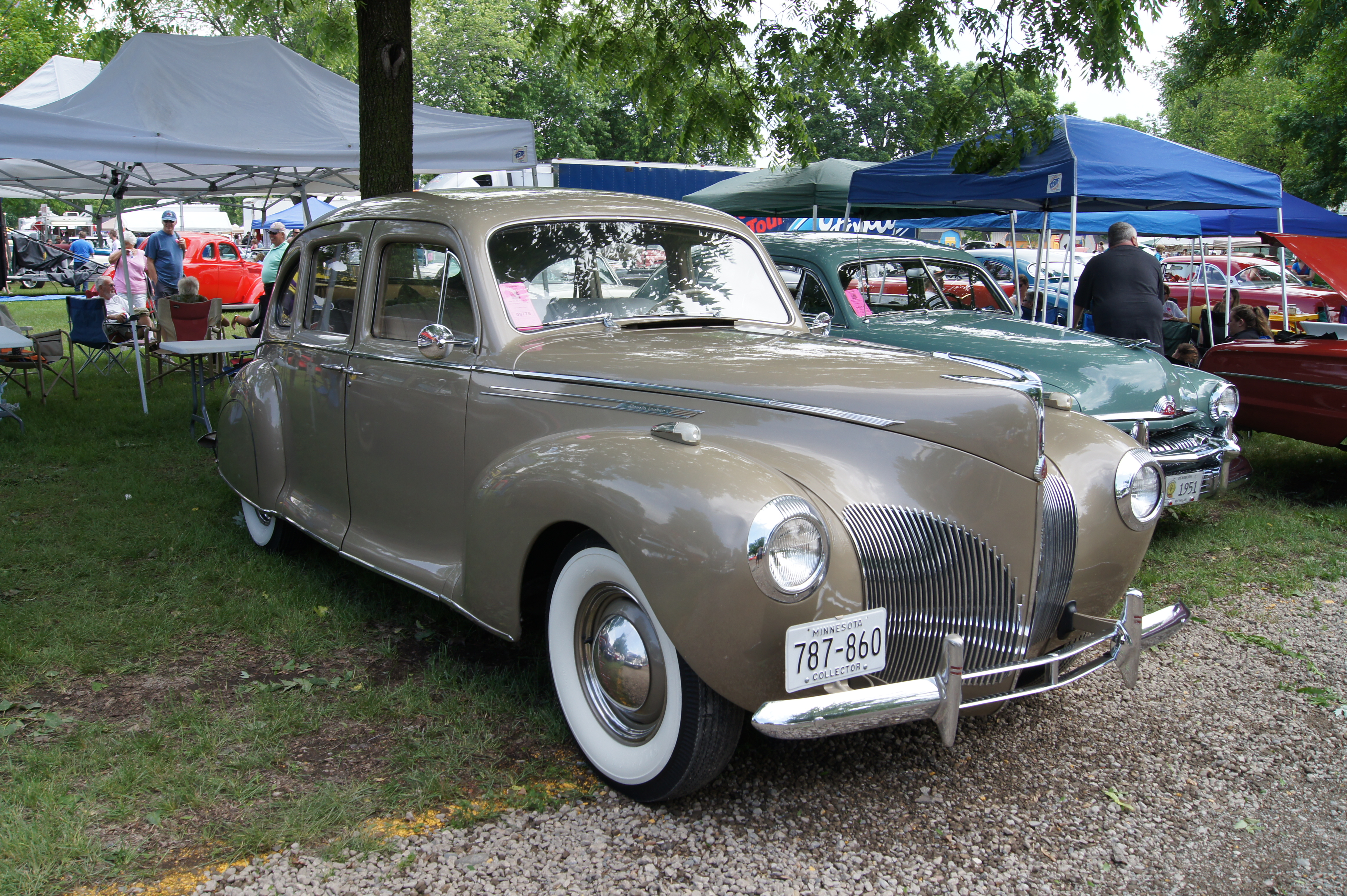
Lincoln Zephyr z 1940

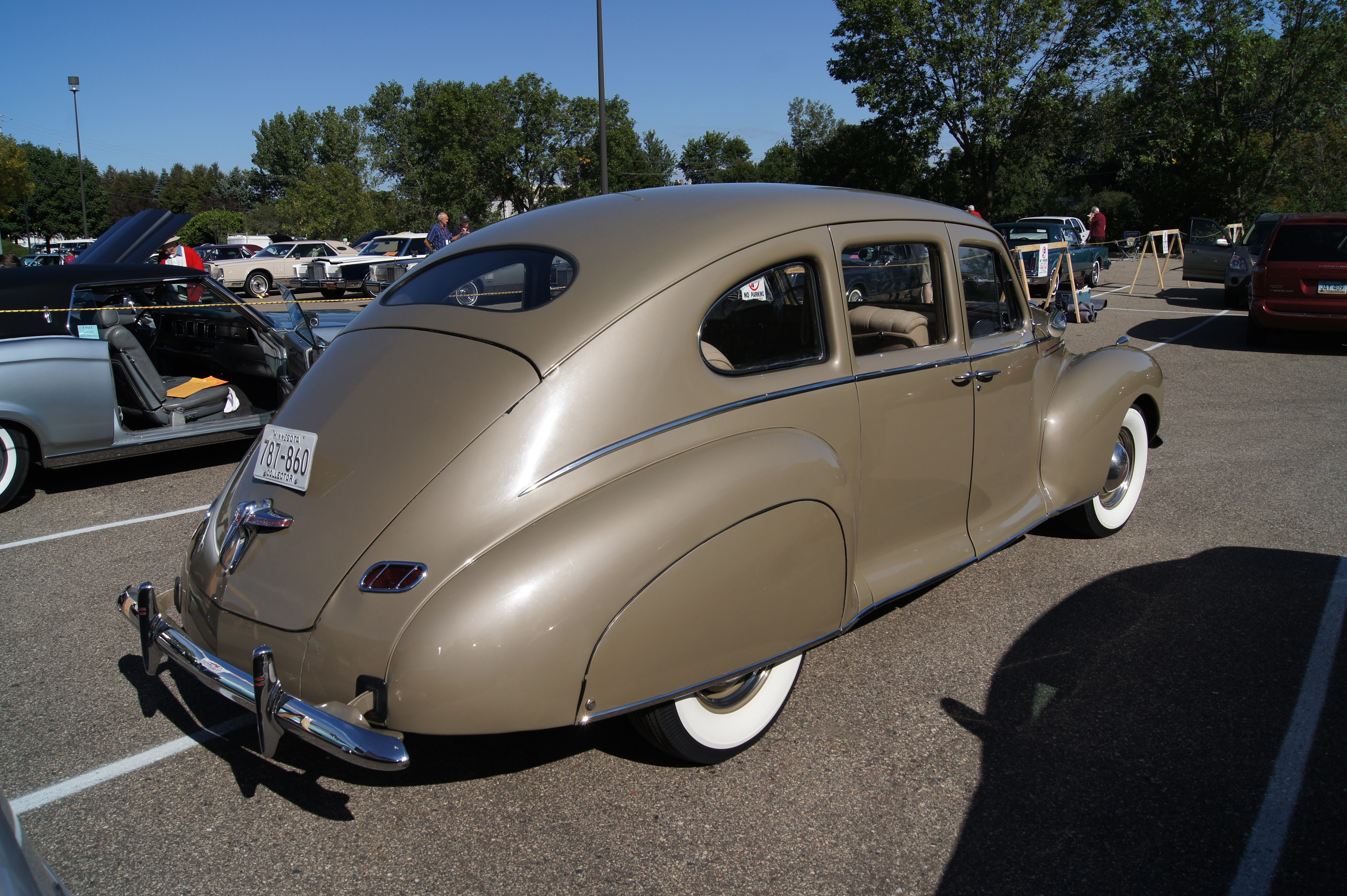
Lincoln Zephyr z 1940 - tył

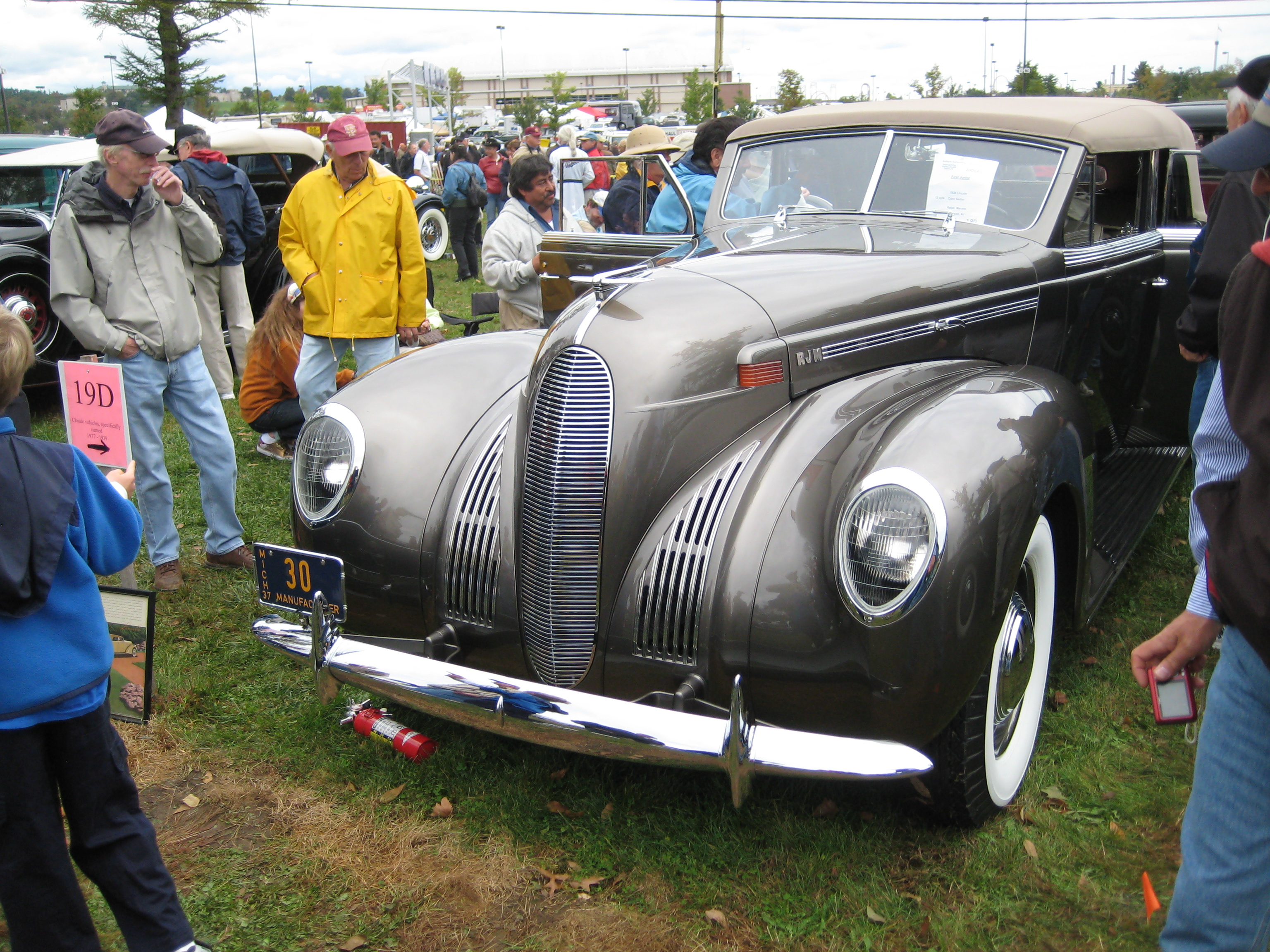
Lincoln Custom

W 1936 roku Lincoln przedstawił nowy model topowego samochodu luksusowego, który w dotychczasowej ofercie zastąpił model K-Series. Zephyr wyróżniał się charakterystycznymi, strzelistymi błotnikami z umieszczonymi na nich reflektorami, a także wyraźnie zaznaczoną linią maski.

### Custom
Na bazie Lincolna Zephyra została zbudowana topowa, luksusowa odmiana Lincoln Custom, która charakteryzowała się innym wyglądem pasa przedniego, a także bogatszym wyposażeniem na czele z wystrojem kabiny pasażerskiej.

### Silnik
- V12 4.4l Flathead